# Zentralblatt der Bauverwaltung
Das Zentralblatt der Bauverwaltung (bis 1902: Centralblatt der Bauverwaltung) war eine in deutscher Sprache herausgegebene Fachzeitschrift für Bauwesen und Architektur. Sie erschien erstmals am 2. April 1881, war ab 1931 vereinigt mit der Zeitschrift für Bauwesen und wurde vom Verlag Wilhelm Ernst & Sohn in Berlin verlegt.

## Organisatorisches und kurze Inhaltsbeschreibung
Geleitet wurde die Zeitschrift anfangs von Otto Sarrazin und Hermann Eggert. Herausgeber war bis zum Mai 1920 das preußische Ministerium der öffentlichen Arbeiten und danach das preußische Finanzministerium.
Inhalte des Zentralblatts bildeten u. a. amtliche Mitteilungen, Vorstellungen von Neubauten, Berichte über Wettbewerbe und Ausstellungen, Buchbesprechungen und Nachrufe. Der Natur des Herausgebers geschuldet lag der Schwerpunkt der besprochenen Neubauten bei öffentlichen Gebäuden wie Schulen, Kasernen, Amtsgebäuden und Verkehrsbauten. Aber auch Kirchen, die zu ihrer Errichtung einen Bauzuschuss erhielten, wurden dargestellt.
Die Zeitschrift erschien vom ersten Jahrgang 1881 an unregelmäßig, jedoch mindestens einmal pro Woche. Ab 1898 wurde das Centralblatt dann regelmäßig zweimal pro Woche herausgegeben. Ab 1924 bis zur Einstellung 1931 wurde das Erscheinen des Zentralblatts auf einmal wöchentlich reduziert. Da die einzelnen Ausgaben nur einen geringen Seitenumfang haben, erschienen längere Beiträge oft in Fortsetzungen über mehrere Ausgaben hinweg, jedoch nicht unbedingt in Folgenummern. Ab etwa 1870 prägten die von Otto Ebel erstellten Holzstiche die Zeitschrift etwa 20 Jahrgänge lang. Noch bis mindestens zum Jahr 1899 wurden hier vereinzelt Architektur-Holzstiche Ebels abgedruckt, der jedoch schon 1893 gestorben war.